# استریوگام
استریوگام (انگلیسی: Stereogum) یک نشریه روزانه اینترنتی است که بر اخبار موسیقی، بررسی‌ها، مصاحبه‌ها و تفسیر متمرکز است. این سایت در ژانویه ۲۰۰۲ توسط اسکات لاپاتین ایجاد شده‌است.
در سال ۲۰۱۱، استریوگام برنده وبلاگ موسیقی سال از ویلج ویس شد.